# Jefferson (proponowany stan)
Jefferson – proponowany stan, obejmujący południową część Oregonu i północną Kalifornii. Kilkukrotnie pojawiała się propozycja wyodrębnienia nowego stanu, ale do dziś nie została ona zrealizowana.
     Jefferson według pierwotnego projektu
     Jefferson według współczesnych projektów

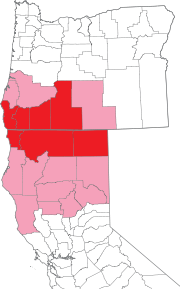
Jefferson według pierwotnego projektu
Jefferson według współczesnych projektów

W październiku 1941 burmistrz Port Orford w Oregonie, Gilbert Gable zaproponował by hrabstwa Oregonu: Curry, Josephine, Jackson i Klamath razem z kalifornijskimi hrabstwami Del Norte, Siskiyou i Modoc stworzyły nowy stan (Jefferson).

Wyniki wyborów prezydenckich 2016 w Jeffersonie, czerwony oznacza republikanina D. Trumpa.

Plany nowego stanu wróciły do debaty publicznej w XXI wieku, głównie w Kalifornii. Jest to region, którego mieszkańcy głosują za Partią Republikańską, lecz Kalifornia ogólnie jest bastionem Partii Demokratycznej. Z racji istniejącego w kraju systemu wyborczego głosy mieszkańców mają małą wartość, zwłaszcza w wyborach prezydenckich. Czasami pada pomysł przyjęcia Jeffersonu jako przeciwwagę dla demokratycznej wyspy Portoryko. 
Nazwa stanu byłaby hołdem wobec jednego z ojców założycieli - Tomasza Jeffersona.